# دهستان بابارشانی
دهستان بابارشانی نام دهستانی در بخش چنگ الماس شهرستان بیجار، استان کردستان در ایران است. براساس سرشماری مرکز آمار ایران در سال ۱۳۸۵، جمعیت آن ۳۱۷۸ نفر (۷۳۹ خانوار) بوده‌است.